# Georges Attané
Georges Attané (ur. 28 sierpnia 1928 w Bordeaux, zm. 12 grudnia 2000 w Pessac) – francuski lekkoatleta, chodziarz, mistrz igrzysk śródziemnomorskich w 1959.

## Kariera sportowa
Zajął 10. miejsce w chodzie na 20 kilometrów na mistrzostwach Europy w 1958 w Sztokholmie.
Zwyciężył na tym dystansie na  igrzyskach śródziemnomorskich w 1959 w Bejrucie.
Był mistrzem Francji w chodzie na 20 kilometrów w latach 1957–1959, wicemistrzem w tej konkurencji w 1960 oraz brązowym medalistą w chodzie na 10 000 metrów w 1950 i 1954.
Rekordy życiowe:
- chód na 10 000 metrów – 48:18,4 (1950)
- chód na 20 kilometrów – 1:37:10,7 (1961)
- chód godzinny – 12 824 m (1957)